# Lee Wai Sze
Lee Wai Sze (李慧詩S; Kowloon, 12 maggio 1987) è una pistard hongkonghese, vincitrice di due medaglie di bronzo ai Giochi olimpici, nel keirin a Londra 2012 e nella velocità a Tokyo 2020, e di tre titoli mondiali, uno nei 500 metri a cronometro, uno nella velocità e uno nel keirin.

## Palmarès
- 2010

Giochi asiatici, 500 metri
- 2011

Campionati asiatici, 500 metri
- 2012

Campionati asiatici, 500 metri
Campionati asiatici, Velocità
1ª prova Coppa del mondo 2012-2013, Velocità (Cali)
- 2013

Classifica finale Coppa del mondo 2012-2013, Velocità
Classifica finale Coppa del mondo 2012-2013, Keirin
Campionati del mondo, 500 metri
Campionati asiatici, 500 metri
Campionati asiatici, Keirin
China Track Cup, Keirin
Super Drome Trophy, Velocità
Super Drome Trophy, Keirin
South Australian Challenge, Velocità
South Australian Challenge, Keirin
South Australian Challenge, 500 metri
Giochi dell'Asia orientale, Velocità
Campionati di Hong Kong, 500 metri
Campionati di Hong Kong, Keirin
Campionati di Hong Kong, Velocità
- 2014

Hong Kong Track Cup, 500 metri
3ª prova Coppa del mondo 2013-2014, Keirin (Guadalajara)
Classifica finale Coppa del mondo 2013-2014, Velocità
Classifica finale Coppa del mondo 2013-2014, Keirin
Campionati asiatici, 500 metri
Campionati asiatici, Keirin
South Australian Challenge, Velocità
Giochi asiatici, Velocità
Giochi asiatici, Keirin
Hong Kong Track Classic, Velocità
Hong Kong Track Classic, Keirin
Hong Kong Track Cup, Velocità
Hong Kong Track Cup, Keirin
- 2015

Campionati asiatici, 500 metri
Campionati asiatici, Velocità
Melbourne Cup on Wheels, Velocità
Melbourne Cup on Wheels, Keirin
South Australian Challenge, Velocità
Super Drome Trophy, Velocità
Super Drome Trophy, Keirin
- 2016

Campionati asiatici, Keirin
Melbourne Grand Prix, Velocità
Melbourne Grand Prix, Keirin
Melbourne DISC Grand Prix, Velocità
Melbourne DISC Grand Prix, Keirin
2ª prova Coppa del mondo 2016-2017, Velocità (Apeldoorn)
- 2017

Campionati asiatici, Velocità
Campionati asiatici, Keirin
Campionati asiatici, 500 metri
- 2018

Campionati asiatici, Velocità
Campionati asiatici, Keirin
Campionati asiatici, 500 metri
Hong Kong Track Cup, Velocità
Hong Kong Track Cup, Keirin
Hong Kong Track Cup, 500 metri
Grand Prix Brno, Velocità
Grand Prix Brno, Keirin
Grand Prix of Germany, Velocità
Japan Track Cup, Velocità
Giochi asiatici, Velocità
Giochi asiatici, Keirin
1ª prova Coppa del mondo 2018-2019, Velocità (Saint-Quentin-en-Yvelines)
2ª prova Coppa del mondo 2018-2019, Velocità (Milton)
- 2019

Campionati asiatici, Velocità
5ª prova Coppa del mondo 2018-2019, Velocità (Cambridge)
5ª prova Coppa del mondo 2018-2019, Keirin (Cambridge)
6ª prova Coppa del mondo 2018-2019, Velocità (Hong Kong)
6ª prova Coppa del mondo 2018-2019, Keirin (Hong Kong)
Campionati del mondo, Velocità
Campionati del mondo, Keirin
Grand Prix Brno, Velocità
Grand Prix Brno, Keirin
Cottbuser SprintCup, Velocità
Cottbuser SprintCup, Keirin
Grand Prix of Germany, Velocità
Grand Prix of Germany, Keirin
Japan Track Cup #1, Velocità
Japan Track Cup #2, Velocità
Japan Track Cup #2, Keirin
1ª prova Coppa del mondo 2019-2020, Velocità (Minsk)
2ª prova Coppa del mondo 2019-2020, Velocità (Glasgow)
3ª prova Coppa del mondo 2019-2020, Velocità (Hong Kong)
5ª prova Coppa del mondo 2019-2020, Velocità (Brisbane)
- 2022

Japan Track Cup, Keirin
JICF Track Cup, Velocità
JICF Track Cup, Keirin

## Piazzamenti

### Competizioni mondiali
- Campionati del mondo

Pruszków 2009 - 500 metri: 19ª
Pruszków 2009 - Velocità a squadre: 10ª
Pruszków 2009 - Velocità: 21ª
Ballerup 2010 - 500 metri: 11ª
Ballerup 2010 - Velocità a squadre: 10ª
Ballerup 2010 - Velocità: 21ª
Ballerup 2010 - Keirin: 19ª
Apeldoorn 2011 - 500 metri: 5ª
Apeldoorn 2011 - Velocità a squadre: 12ª
Apeldoorn 2011 - Velocità: 17ª
Apeldoorn 2011 - Keirin: 12ª
Melbourne 2012 - Velocità a squadre: 15ª
Melbourne 2012 - Velocità: 13ª
Melbourne 2012 - Keirin: 13ª
Melbourne 2012 - 500 metri: 5ª
Minsk 2013 - 500 metri: vincitrice
Minsk 2013 - Velocità: 3ª
Minsk 2013 - Keirin: 4ª
Cali 2014 - 500 metri: 6ª
Cali 2014 - Velocità: 8ª
Cali 2014 - Keirin: 7ª
Saint-Quentin-en-Yvelines 2015 - 500 metri: 5ª
Saint-Quentin-en-Yvelines 2015 - Velocità: 13ª
Saint-Quentin-en-Yvelines 2015 - Keirin: 7ª
Londra 2016 - 500 metri: 2ª
Londra 2016 - Velocità: 7ª
Londra 2016 - Keirin: 9ª
Hong Kong 2017 - 500 metri: 4ª
Hong Kong 2017 - Velocità: 3ª
Hong Kong 2017 - Keirin: 10ª
Apeldoorn 2018 - 500 metri: 9ª
Apeldoorn 2018 - Velocità: 4ª
Apeldoorn 2018 - Keirin: 2ª
Pruszków 2019 - Velocità a squadre: 16ª
Pruszków 2019 - Velocità: vincitrice
Pruszków 2019 - Keirin: vincitrice
Berlino 2020 - Velocità: 3ª
Berlino 2020 - Keirin: 4ª
- Giochi olimpici[2]

Londra 2012 - Keirin: 3ª
Londra 2012 - Velocità: 10ª
Rio de Janeiro 2016 - Keirin: 7ª
Rio de Janeiro 2016 - Velocità: 6ª
Tokyo 2020 - Keirin: 8ª
Tokyo 2020 - Velocità: 3ª